# 倫博夫卡灣
倫博夫卡灣（羅馬化：Lumbovskiy zaliv）是俄羅斯的海灣，位於科拉半島東北面的白海，由摩爾曼斯克州負責管轄，長16公里、寬5公里，最大水深4米，沿海岩岸陡峭。
67°48′N 40°24′E / 67.800°N 40.400°E